# Voici les femmes du printemps qui pleure
Pour plus de détails, voir Fiche technique et Distribution.
Voici les femmes du printemps qui pleure (泣き濡れた春の女よ, Nakinureta haru no onna yo) est un film japonais réalisé par Hiroshi Shimizu et sorti en 1933. Ce récit d'une relation sentimentale dans le milieu des mineurs de Hokkaidō est le premier film parlant du réalisateur.

## Synopsis
Kenji et Chuko, deux amis, embarquent sur le Hiran-Maru en partance pour l'île septentrionale de Hokkaidō. Ils se sont engagés comme mineurs, avec dix-sept autres hommes, sous la conduite très martiale de Guzuyasu. Sur le bateau Kenji fait la connaissance d'Ohama et de sa jeune fille Mi-chan. Ohama fait le voyage avec d'autres femmes afin d'ouvrir un bar sur l'île. Elle n'est pas insensible au charme du ténébreux Kenji. Aussi lorsque ce dernier en visite dans le bar chasse un marin qui importunait la jeune et timide Ofuji, Ohama éprouve de la jalousie. Une compétition s'engage entre les deux femmes pour séduire Kenji. 
Guzuyasu a proposé sans succès le mariage à la patronne du bar et voit d'un mauvais œil les tentatives d'Ohama de s'attirer les faveurs de Kenji. Lorsque survient la mort accidentelle de Chuko dans un effondrement de la mine, une violente dispute éclate entre Kenji et Guzuyasu. Ce dernier sort un couteau et Kenji le blesse dans la bagarre. En fuite, il est caché par Ofuji tandis que le patron de la mine et d'autres mineurs le recherchent. Ohama se résout à répondre aux avances de Guzuyasu pour le détourner des recherches. Elle permet ainsi à Kenji et Ofuji de prendre un bateau et de quitter Hokkaidō.

## Fiche technique
- Titre original : 泣き濡れた春の女よ (Nakinureta haru no onna yo?)
- Titre français : Voici les femmes du printemps qui pleure[2],[3]
- Titre anglais : A Woman Crying in Spring[4]
- Réalisation : Hiroshi Shimizu
- Scénario : Mitsu Suyama, d'après un récit de Shun Honma
- Photographie : Tarō Sasaki
- Montage : Monjirō Mizutani
- Société de production : Shōchiku (studio Kamata)
- Pays d'origine :  Empire du Japon
- Langue originale : japonais
- Format : noir et blanc — 1,37:1 — 35 mm — son mono
- Genre : drame
- Durée : 96 minutes (métrage : huit bobines - 2 692 m[5])
- Date de sortie :
  - Empire du Japon : 11 mai 1933[5]

## Distribution
- Den Obinata : Kenji
- Akiko Chihaya : Ofuji
- Yoshiko Okada : Ohama
- Shigeru Ogura : Chuko

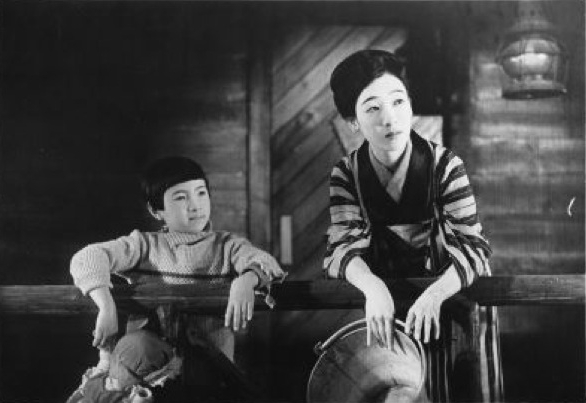
Mitsuko Ichimura et Akiko Chihaya dans Voici les femmes du printemps qui pleure (1933).

- Kenji Ōyama : Guzuyasu, le patron de la mine
- Mitsuko Ichimura : Omitsu (Mi-chan), la fille de Ohama
- Sachiko Murase : Oaki
- Tsuruko Kumoi : Otsuru
- Ryūko Fuji : Oryū
- Shizue Hyōdō : Oshizu
- Akiko Shiraishi : Omei
- Ryūji Ishiyama : Kudō, le marin

## Autour du film
Voici les femmes du printemps qui pleure est le premier film parlant réalisé par Hiroshi Shimizu, il exploite notamment le potentiel du son en incorporant des chansons dans le film. Le tournage se déroule principalement sur Hokkaidō, la plus septentrionale des quatre îles principales de l'archipel du Japon. Hiroshi Shimizu joue des contrastes entre les vastes étendues enneigées et les ombres des intérieurs dans la mine et les baraquements. Cependant, bien que tourné en partie en décors naturels, Shimizu abhorrait la région du Nord, et le film contient plus de scènes d'intérieur qu'à l'accoutumée.